# 林家染之助
林家 染之助（はやしや そめのすけ）は、上方落語の名。現在は空き名跡となっている。
過去に名乗った人物が5人存在する。
- 林家染之助 - 2代目林家染丸門下。本名、生没年とも不詳。
- 林家染之助 - 後の4代目古今亭志ん馬。
- 2代目林家染之助 - 本項にて詳細。
- 3代目林家染之助 - 後の神戸瓢介[1]。
- 林家染之助 - 3代目林家染三門下。1965年に入門。本名: 瀬戸川金三。

2代目 林家 染之助（はやしや そめのすけ、1901年 - 1939年9月1日）は、落語家。本名は人見 卯三郎。
1914年ころに2代目林家染丸に入門し、小染を名乗る。京都芦辺館で初高座。京都在住であったため染丸の指導を受けられず2代目笑福亭福松、3代目笑福亭福松の元で修行をするも周囲のいじめなどにより仕方なく飛出し本名にちなみ卯三樓を自称し、韓国満洲地方を巡業に出る。帰国後の1931年ころに、2代目染之助を名乗って初代桂小春團治の「桃源座」に参加、5代目笑福亭松鶴主催の「楽語荘」同人として京都を中心に病気がちだったので口演のみに参加。十八番は『親子茶屋』『蔵丁稚』『鳥屋坊主』『秋の夜話』『按七』『片袖』など。地味ではあるが一風変わった味で、将来を嘱望されていたが、若くして亡くなった。SPレコードも数枚吹き込んでいる。享年38。